# Kupa na Bălgarija 1997-1998
La Coppa di Bulgaria 1997-1998 è stata la 16ª edizione di questo trofeo, e la 58ª in generale di una coppa nazionale bulgara di calcio, terminata il 13 maggio 1998.  Il Levski Sofia ha vinto il trofeo per la ventesima volta.

## Primo turno
| Squadra 1                 | Risultato | Squadra 2            |
| ------------------------- | --------- | -------------------- |
| 1997                      |           |                      |
| Haskovo                   | ? – ?     | Pirin Blagoevgrad    |
| Dunav Ruse                | ? – ?     | Jantra Gabrovo       |
| Marek Dupnica             | ? – ?     | Septemvri Sofia      |
| Rodopa Smoljan            | ? – ?     | Lokomotiv Kaspichan  |
| Energetik Pernik          | ? – ?     | Šumen                |
| Zagorec                   | ? – ?     | Černo More Varna     |
| Belite orli               | ? – ?     | Svetkavica           |
| Hebăr Pazardžik           | ? – ?     | Storgoziya Pleven    |
| Planinets Apriltsi        | ? – ?     | Jambol               |
| Boĭchinovtsi              | ? – ?     | Chirpan              |
| Vihar Gorubljane          | ? – ?     | Dimitrovgrad         |
| Montana                   | ? – ?     | Marica Plovdiv       |
| Sokol Plovdiv             | ? – ?     | Akademik Sofia       |
| Akademik Bona Tŭrgovishte | ? – ?     | Kremikovtsi          |
| Port Avtotreyd            | ? – ?     | FK Černomorec Burgas |
| Toplika                   | ? – ?     | Kaliakra             |

## Secondo turno
| Squadra 1            | Risultato       | Squadra 2         |
| -------------------- | --------------- | ----------------- |
| 11 novembre 1997     |                 |                   |
| Planinets Apriltsi   | 0 – 4           | Levski Sofia      |
| Belite orli          | 0 – 1           | Lokomotiv Sofia   |
| Marica Plovdiv       | 2 – 2 (6-7 dtr) | Botev Plovdiv     |
| 12 novembre 1997     |                 |                   |
| Rodopa Smoljan       | 0 – 1           | CSKA Sofia        |
| Septemvri Sofia      | 0 – 1 (dts)     | Slavia Sofia      |
| Liteks Loveč         | 2 – 1           | Kremikovtsi       |
| Jantra Gabrovo       | 0 – 4           | Neftohimik Burgas |
| Chirpan              | 0 – 4           | Levski Kjustendil |
| Energetik Pernik     | 0 – 3           | Minjor Pernik     |
| Hebăr Pazardžik      | 2 – 4           | Spartak Varna     |
| Vihar Gorubljane     | 1 – 0           | Metalurg Pernik   |
| Spartak Pleven       | 1 – 0           | Akademik Sofia    |
| Kaliakra             | 1 – 0           | Olimpik Teteven   |
| Zagorec              | 0 – 1           | FK Etăr           |
| FK Černomorec Burgas | 1 – 1 (8-9 dtr) | Dobrudža          |
| Haskovo              | 2 – 1           | Lokomotiv Plovdiv |

## Ottavi di finale
| Squadra 1                               | Totale | Squadra 2        | Andata | Ritorno |
| --------------------------------------- | ------ | ---------------- | ------ | ------- |
| 18/19 novembre 1997-28/29 novembre 1997 |        |                  |        |         |
| FK Etăr                                 | 1 – 6  | Levski Sofia     | 1 - 4  | 0 - 2   |
| Botev Plovdiv                           | 0 – 2  | CSKA Sofia       | 0 - 0  | 0 - 2   |
| Neftohimik Burgas                       | 1 – 2  | Slavia Sofia     | 1 - 0  | 0 - 2   |
| Dobrudža                                | 2 – 9  | Liteks Loveč     | 2 - 1  | 0 - 8   |
| Spartak Varna                           | 9 – 3  | Vihar Gorubljane | 8 - 0  | 1 - 3   |
| Lokomotiv Sofia                         | 10 – 0 | Kaliakra         | 6 - 0  | 4 - 0   |
| Levski Kjustendil                       | 4 – 2  | Minjor Pernik    | 3 - 0  | 1 - 2   |
| Spartak Pleven                          | 5 – 2  | Haskovo          | 2 - 0  | 3 - 2   |

## Quarti di finale
| Squadra 1          | Totale | Squadra 2         | Andata | Ritorno |
| ------------------ | ------ | ----------------- | ------ | ------- |
| 3/13 dicembre 1998 |        |                   |        |         |
| Slavia Sofia       | 3 – 5  | CSKA Sofia        | 1 - 1  | 2 - 4   |
| Levski Sofia       | 3 – 2  | Levski Kjustendil | 2 - 0  | 1 - 2   |
| Liteks Loveč       | 8 – 1  | Spartak Pleven    | 5 - 1  | 3 - 0   |
| Lokomotiv Sofia    | 6 – 3  | Spartak Varna     | 4 - 1  | 2 - 2   |

## Semifinali
| Squadra 1                    | Totale | Squadra 2    | Andata | Ritorno |
| ---------------------------- | ------ | ------------ | ------ | ------- |
| 15 aprile 1998/6 maggio 1998 |        |              |        |         |
| Lokomotiv Sofia              | 3 - 5  | Levski Sofia | 1 - 2  | 2 - 3   |
| CSKA Sofia                   | 4 - 3  | Liteks Loveč | 1 - 3  | 3 - 0   |

## Finale
| Arbitro: | Markus Merk |

|  |           |                                                                      |
|  | Marcatori | 14’ Todorov 32’ Aleksandrov 48’ Donev 72’ Ivanov 90’ (aut.) Jordanov |